# Sardañola del Vallés
Sardañola del Vallés (oficialmente en catalán Cerdanyola del Vallès) es un municipio español de la comarca del Vallés Occidental, en la provincia de Barcelona, comunidad autónoma de Cataluña. 
La ciudad cuenta con el poblado ibérico Can Olivé, la ermita románica de Sant Iscle de les Feixes, el castillo de San Marcial y un gran número de masías, testimonio de su pasado agrícola. Asimismo también se conservan casas de estilo modernista construidas por la burguesía como casas de veraneo.
En el término municipal de Sardañola encontramos la Universidad Autónoma de Barcelona (más conocida como la UAB), ubicada en el barrio de Bellaterra (constituida como EMD en 2010), y el parque tecnológico del Vallés (PTV) que cuenta con un sincrotrón (un acelerador de partículas) llamado ALBA.
Según informes médicos, el rastro letal del amianto producido por la empresa Uralita ha dejado en la zona 149 casos de enfermedades mortales desde 1997.

## Geografía
Situada a 6 kilómetros de Barcelona, cuenta con una situación privilegiada en cuanto a comunicaciones. Su término municipal comprende una parte de la sierra de Collserola y limita con los municipios de San Cugat del Vallés, San Quirico del Vallés, Badia del Vallés, Barberá del Vallés, Ripollet, Moncada y Reixach y Barcelona.
Por su término municipal transcurren diferentes cursos fluviales, entre ellos los más importantes son el río Sec y la riera de San Cugat.

### Barrios del municipio
- Banús
- Bellaterra
- Can Antolí
- Can Cerdà
- Can Xarau
- Canaletes
- Cordelles
- Fontetes[6]
- Gorgs
- Montflorit
- La Farigola
- Sant Martí
- Serraparera
- Turonet
- Vil·la universitària

## Símbolos

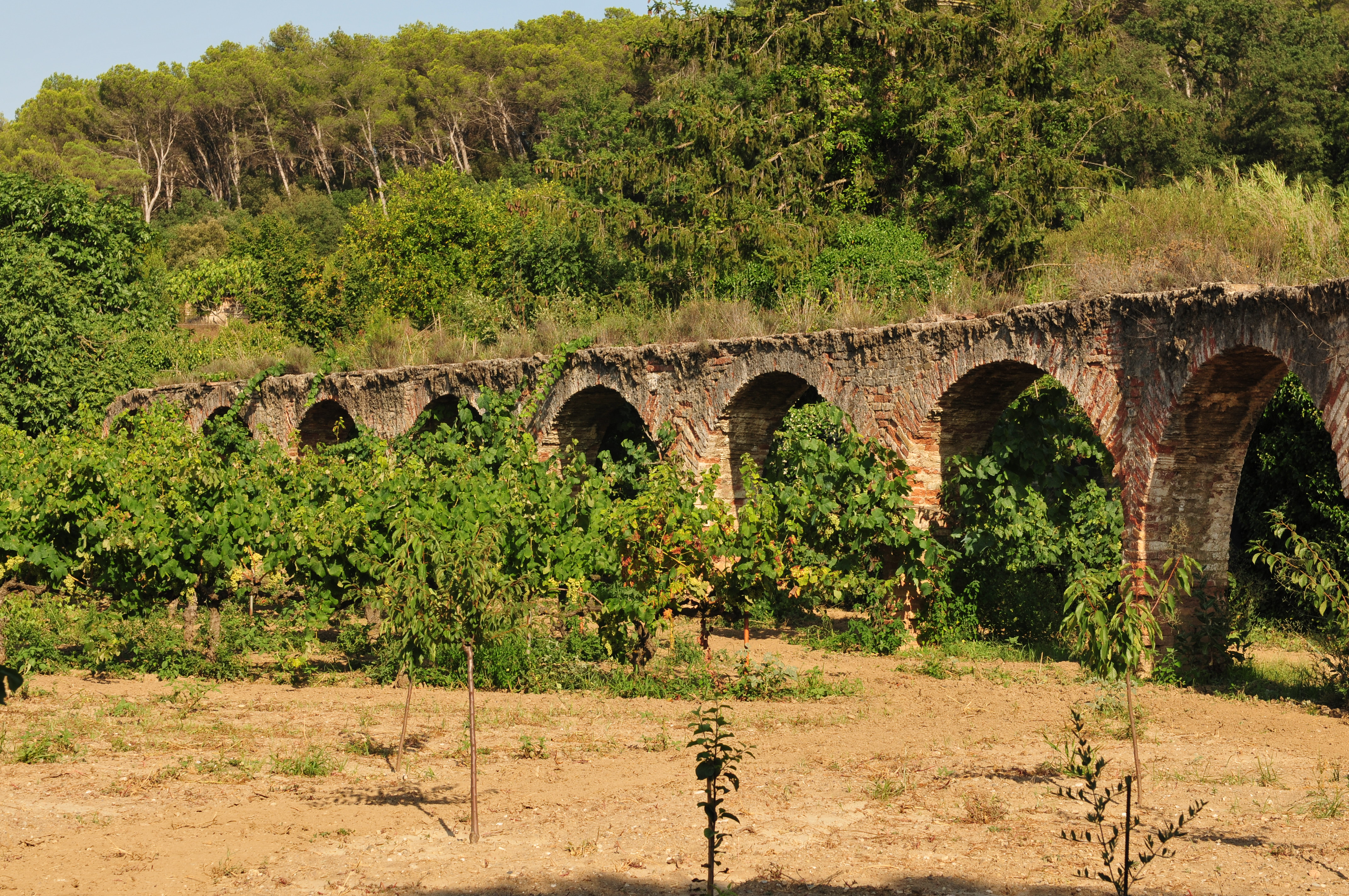
Acueducto

- El escudo de Sardañola del Vallés se define por el siguiente blasón:

«Escudo embaldosado partido: 1º de argén, un león de azur coronado de oro armado y lampasado de gules; y al 2º de oro, 4 palos de gules; resaltando sobre la partición un palo de sinople cargado de una espada de argén adornada de oro. Por timbre una corona de marqués.»
Este blasón fue aprobado el 7 de julio de 1987. El escudo representa varios aspectos de la historia de la localidad: el león proviene de las armas de los Marimon, marqueses de Sardañola, de ahí también el timbre del escudo; la espada es el atributo de san Martín, patrón de la villa; finalmente los cuatro palos de Cataluña, en recuerdo al antiguo palacio real de Valldaura.
Anteriormente, antes de adaptarse a la nueva reglamentación de la Generalidad de Cataluña sobre los símbolos de los entes locales, el municipio utilizaba un escudo con el siguiente blasón:
«Escudo de plata, la imagen ecuestre de San Martín, el jefe de oro, cargado de cuatro palos de gules. Al timbre corona marquesal.»
Blasón publicado en el BOE número 168 de 15 de julio de 1967.
- La bandera del municipio es una bandera apaisada, de proporciones dos de alto por tres de largo, verde, con el primer tercio vertical ocupado por cuatro barras rojas de estructura rómbica, que no se tocan entre ellas, sobre un fondo amarillo contorneado de blanco.[9] Fue publicada en el DOGC el 21 de diciembre de 2005.

- El municipio también tiene oficializado un emblema como símbolo. Es un símbolo consistente en una letra mayúscula C que se representa mediante cinco piezas combinadas en colores verde y rojo para dar la idea de que la letra se retuerce sobre sí misma. Todo el conjunto se sitúa sobre una línea curva, que le hace de pedestal, también de color verde. El emblema se aprobó el 28 de noviembre de 2005 y fue publicado en el DOGC n.º 4.534 del 21 de diciembre del mismo año.[10]

## Demografía

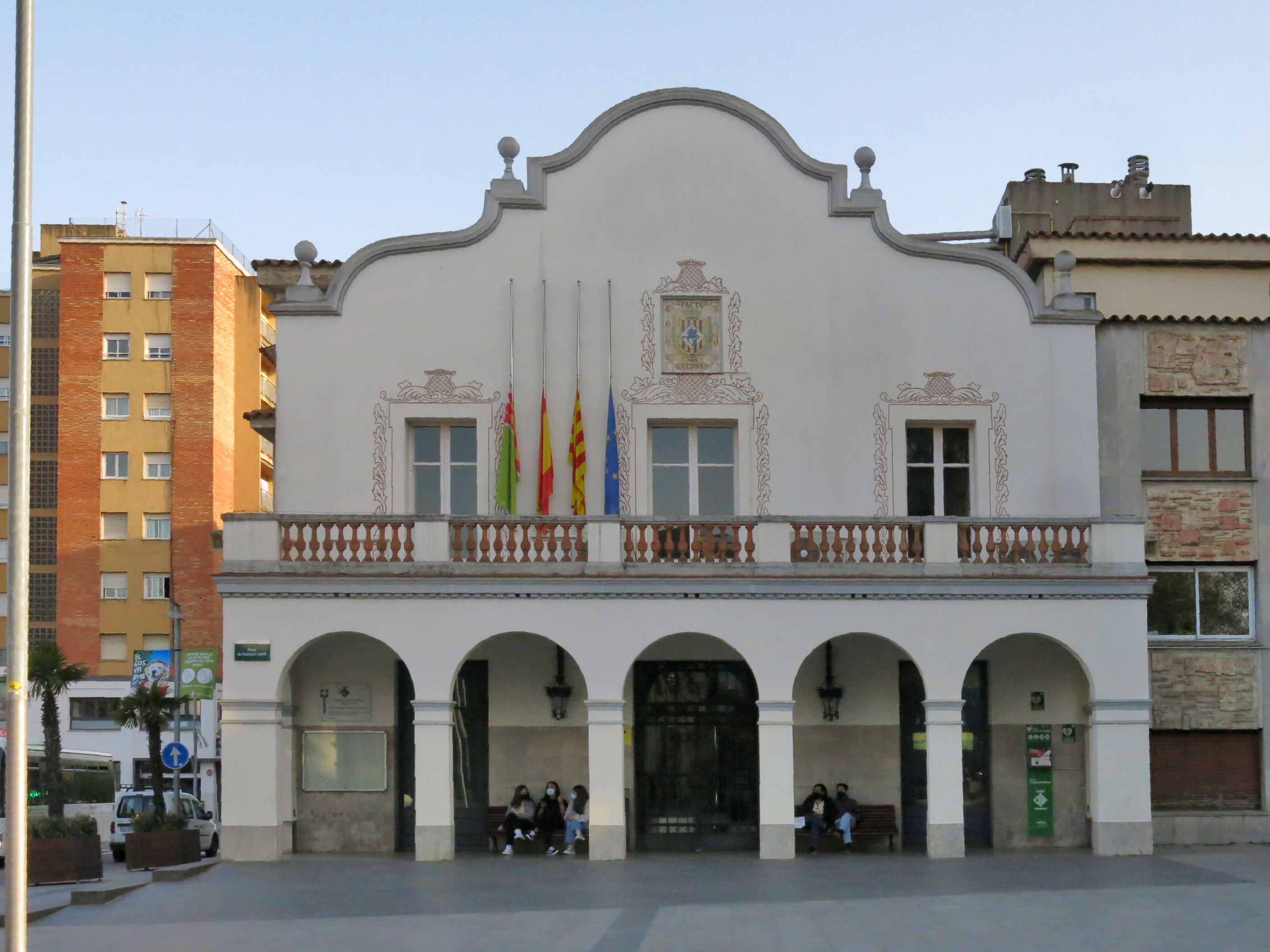
Ayuntamiento de Sardañola

Cuenta con una población de 58 100 habitantes (INE 2024).
| Gráfica de evolución demográfica de Sardañola del Vallés entre 1842 y 2021 |
| |
| En este censo se denominaba Cerdañola: 1842 En estos censos se denominaba Sardanyola: 1857, 1860, 1877, 1887, 1897, 1900, 1910, 1920, 1930, 1940, 1950, 1960 y 1970 Población de derecho según los censos de población del INE Población de hecho según los censos de población del INE |

## Patrimonio
- El castillo de San Marcial está situado dentro del término municipal de Sardañola del Vallés, y ha sido declarado Bien Cultural de Interés Nacional.
- Iglesia de San Martín de Sardañola. Declarada Bien Cultural de Interés Local.

## Administración y política
| Periodo   | Nombre                     | Partido | Partido                                    |
| --------- | -------------------------- | ------- | ------------------------------------------ |
| 1979-1995 | Celestino Sánchez González |         | Partit dels Socialistes de Catalunya (PSC) |
| 1995-2003 | Cristina Real Masdeu       |         | Partit dels Socialistes de Catalunya (PSC) |
| 2003-2009 | Antonio Morral Berenguer   |         | Iniciativa per Catalunya Verds (ICV)       |
| 2009-2015 | Carmen Carmona Pascual     |         | Partit dels Socialistes de Catalunya (PSC) |
| 2015-2019 | Carles Escolà Sánchez      |         | Compromís per Cerdanyola                   |
| 2019-act. | Carlos Cordón Núñez        |         | Partit dels Socialistes de Catalunya (PSC) |

| Partido político                                         | 2023  | 2023   | 2023       | 2019  | 2019  | 2019       | 2015  | 2015  | 2015       | 2011  | 2011  | 2011       | 2007  | 2007  | 2007       |
| Partido político                                         | %     | Votos  | Concejales | %     | Votos | Concejales | %     | Votos | Concejales | %     | Votos | Concejales | %     | Votos | Concejales |
| Partit dels Socialistes de Catalunya (PSC)               | 46,63 | 11 351 | 14         | 30,43 | 8688  | 9          | 18,67 | 4634  | 5          | 22,42 | 5003  | 7          | 31,33 | 7166  | 10         |
| Esquerra Republicana de Catalunya (ERC)                  | 13,44 | 3273   | 4          | 18,98 | 5420  | 5          | 15,19 | 3772  | 4          | 6,66  | 1486  | 2          | 4,04  | 923   | 0          |
| Partit Popular de Catalunya (PP)                         | 7,71  | 1879   | 2          | 5,61  | 1604  | 1          | 10,04 | 2492  | 3          | 17,55 | 3916  | 5          | 9,46  | 2163  | 3          |
| Candidatura d'Unitat Popular (CUP)                       | 6,35  | 1548   | 2          | 10,78 | 3080  | 3          | 18,55 | 4606  | 5          | —     | —     | —          | —     | —     | —          |
| En Comú Podem (ECP)-Iniciativa per Catalunya Verds (ICV) | 6,15  | 1499   | 1          | 10,08 | 2879  | 3          | 8,91  | 2212  | 2          | 17,26 | 3852  | 5          | 27,98 | 6400  | 9          |
| Junts per Catalunya (JxC)-Convergència i Unió (CiU)      | 6,08  | 1482   | 1          | 6,52  | 1864  | 1          | 9,41  | 2337  | 3          | 12,58 | 2806  | 4          | 11,60 | 2653  | 3          |
| Vox                                                      | 5,83  | 1420   | 1          | —     | —     | —          | —     | —     | —          | —     | —     | —          | —     | —     | —          |
| Ciutadans (CS)                                           | 1,07  | 262    | 0          | 12,97 | 3704  | 3          | 12,50 | 3102  | 3          | 2,18  | 486   | 0          | 4,42  | 1011  | 0          |
| Compromís per Cerdanyola                                 | —     | —      | —          | —     | —     | —          | —     | —     | —          | 8,40  | 1875  | 2          | —     | —     | —          |